# Міжнародний інститут освіти, культури та зв'язків з діаспорою Національного університету «Львівська політехніка»
Міжнародний інститут освіти, культури та зв'язків з діаспорою Національного університету «Львівська політехніка» (МІОК) — навчально-науковий структурний підрозділ Національного університету «Львівська політехніка».

## Загальна інформація
Інститут є єдиною установою в Україні, яка системно і на комплексній основі займається проблемами українського зарубіжжя, використовуючи різні форми та методи, зокрема:
- проведення наукових досліджень;
- підготовку і видання навчально-методичних посібників та підручників;
- проведення міжнародних науково-практичних конгресів, симпозіумів, семінарів, конференцій, круглих столів, міжнародних літніх шкіл, конкурсів, презентацій, зустрічей;
- перевидання мистецьких і літературних творів представників української діаспори.

Діяльність інституту регламентується Положенням про Міжнародний інститут освіти, культури та зв'язків з діаспорою Національного університету «Львівська політехніка» та здійснюється згідно з чинним законодавством.
Інститут співпрацює з:
- Міністерством освіти і науки України;
- Міністерством закордонних справ України;
- Міністерством культури України;
- українськими громадами світу;
- Благодійним фондом «Open Ukraine»;
- Міжнародним благодійним фондом «Україна 3000»;
- багатьма іншими державними та громадськими установами України й зарубіжжя.

Концептуально діяльність інституту здійснюється за такими напрямами:
- Освіта українського зарубіжжя (проект «Крок до України»).
- Сучасні міграційні процеси (проект «Назустріч новій хвилі»).
- Історико-культурна спадщина і визначні постаті української діаспори (проект «Відкриймо для України українську діаспору»).

Пріоритети діяльності інституту – Східна діаспора та трудова міграція (4-а хвиля міграції).

## Історія
У 1992 році було створено Міжнародний центр освіти, науки і культури, який згодом, за наказом Міністерства освіти України № 468 від 30 грудня 1998 року та наказом ректора Національного університету «Львівська політехніка» № 24-10 від 21 квітня 1999 року, став Міжнародним інститутом освіти, культури та зв'язків з діаспорою Національного університету «Львівська політехніка» (МІОК).
Відповідно до цих наказів інститут був створений з метою розширення діяльності у сфері співпраці з вищими закладами освіти, зміцнення освітньо-культурних зв'язків з українською діаспорою.

## Структура
До складу інституту входять:
- Директор
- Відділ культури та зв'язків з діаспорою
- Відділ україністики та освіти
- Відділ видавничо-інформаційного забезпечення
- Бухгалтерія

## Наукова діяльність
В інституті створений невеликий науковий відділ, затверджена наукова тематика «Українська діаспора: освітній, культурологічний, політологічний аспекти».
Інститут розробив власну концепцію співпраці України та діаспори, яку представлено на багатьох міжнародних наукових конференціях із питань діаспори та на Зборах Української Всесвітньої Координаційної Ради. Основою запропонованої концепції стали такі засади:
- підтримка світового українства — стратегічний напрям політики української держави;
- здобутки української діаспори — інтегральна частина досягнень України та світової цивілізації;
- українська діаспора — дієвий інструмент впливу на державотворчі процеси в Україні;
- українська діаспора — дієвий інструмент політичного, економічного та культурного впливу у країнах проживання;
- українська діаспора — потужний засіб утвердження позитивного образу нашої держави у міжнародній спільноті.

Кожних два роки інститут проводить Міжнародні конгреси «Діаспора як чинник утвердження держави Україна у міжнародній спільноті» за участі найавторитетніших представників українських громад і організацій зарубіжжя та законодавчих, виконавчих і наукових інституцій України.
Відповідно до наукової тематики інституту існує потреба надалі розвивати такі напрями досліджень:
- подальше проведення Міжнародних конгресів «Діаспора як чинник утвердження держави Україна у міжнародній спільноті» — для визначення стану наукового дослідження української діаспори;
- теоретична розробка принципів укладання програм та підручників з української мови як іноземної для різних типів навчальних закладів українського зарубіжжя;
- шляхи регулювання зовнішньої трудової міграції українців;
- комплексні наукові дослідження видатних постатей української діаспори.

## Партнери
Партнерами інституту є такі українські громади зарубіжжя:
- Українська Всесвітня Координаційна Рада
- Світовий Конгрес Українців
- Європейський Конгрес Українців
- Світова Федерація Українських Жіночих Організацій

Представники цих організацій є постійними учасниками міжнародних науково-практичних конгресів, симпозіумів, семінарів, конференцій, круглих столів, презентацій, зустрічей.